# 비버리 폴신
베벌리 폴신(Beverly Polcyn, 1927년 9월 13일 ~ 2018년 9월 7일)은 미국의 배우이다.
로스앤젤레스에서 태어났다.

## 영화
- 워크 오브 페임 (2015년)
- 버키 라슨: 나도 스타다 (2011년)
- 플랜 B (2010년)
- 데이트 영화 (2006년)
- 섹스 아카데미 (2001년)
- 후크 (1991년)